# 第16潜水戦隊
第16潜水戦隊（だい16せんすいせんたい、Submarine Squadron 16, SUBRON16）は第2次世界大戦および、1990年代に非活性化される前までの冷戦期に活動したアメリカ海軍の部隊。1997年に再活性化され、現在は、2隻の巡航ミサイル潜水艦（SSGN）の作戦行動およびキングズベイ海軍潜水艦基地を拠点とする弾道ミサイル潜水艦のメンテナンスに責任を負っている。

## 第2次世界大戦
第16潜水戦隊は第2次世界大戦中に初めて設立された。第2次大戦時の第16潜水戦隊は敵艦船50万トン以上を撃沈したという名声を得ていた。戦後、部隊は非活性化された。活動中、戦隊は大統領部隊感状および6度の海軍部隊感状を得た。

## 冷戦
第16潜水戦隊は、1963年10月18日、サウスカロライナ州チャールストンで再就役し、アメリカ海軍で2番目に存在する核ミサイル潜水艦を指揮する戦隊となった。戦隊はロタ（スペイン）に展開し、1964年1月28日以来、ルーチン的に戦略抑止哨戒を実施した。1970年初めから1974年1月の間、戦隊の潜水艦はポラリス弾道ミサイルを置き換えて、ポセイドンミサイルを装備するように転換された。1975年の米西間の条約再交渉に従って、第16潜水戦隊はロタから撤収し、アメリカ本国のキングズベイ海軍潜水艦基地（ジョージア州）に移転した。戦隊は1994年6月25日に冷戦終結に伴う海軍潜水艦部隊の縮小の一環として非活性化された。
ロタにいる間、ラファイエット（USS Lafayette,SSBN-616）とフランシス・スコット・キー（USS Francis Scott Key,SSBN-657）の2隻が戦隊には配されていたが、冷戦期の全体を通じてそれら2隻がいたわけではなかった。

## 現在
第16潜水戦隊は、1997年8月8日、海軍内の再編成の一部として、以前より小さい部隊により良い支援を提供するため再活性化された。もともと、この戦隊は、キングスベイに駐屯している10隻の潜水艦の指揮を、そこに駐屯しているもうひとつの潜水艦戦隊である、第20潜水戦隊と均等に分割することを目的としていた。これら2つの戦隊はキングズベイの潜水艦が6隻まで減少したのち、2005年から共同での運用を始めた。共同運用は2009年まで続き、第16潜水戦隊がSSGNの、第20潜水戦隊がSSBNの指揮をとるようになった。分離ののち、2つの戦隊は、将来の計画と運用について異なる見通しをとった。第16潜水戦隊は、「オーバーホール期間中及び期間後のSSBNの支援とともにある数多ある任務のなかでも、SSGNの多任務能力に焦点を当て、打撃戦及び特殊部隊のデリヴァリーと支援において確立された卓越性を構築すること」だった。
戦隊には現在、巡航ミサイル潜水艦2隻と弾道ミサイル潜水艦1隻が所属している。
巡航ミサイル潜水艦（SSGN）
- フロリダ（USS Florida,SSGN-728）
- ジョージア（USS Georgia,SSGN-729)

弾道ミサイル潜水艦（SSBN）
- ロードアイランド（USS Rhode Island,SSBN-740）